# Osiris (бессерверная портальная система)
Osiris Serverless Portal System (рус. бессерверная портальная система Осирис, сокращенно Osiris sps или Osiris) — бесплатное программное обеспечение для создания безопасных и анонимных веб-порталов без централизованных серверов, а также для просмотра этих веб-порталов посредством P2P.

## Описание
В бессерверной портальной системе Osiris все пользователи имеют одинаковые права, поэтому стандартизированной иерархии форумов не существует. Когда пользователь создает веб-портал, он становится доступен через Osiris, подобно тому как файл доступен через eMule или uTorrent. Все содержимое необходимое для навигации, реплицируются на каждом компьютере. В качестве хранилища базы данных используется SQLite. Для доступа к порталу требуется пригласительная ссылкае (invite link) или файл импорта .osiris. В Osiris можно создать множество виртуальных личностей, которые можно отследить по вкладам, сделанным на портале, но невозможно отследить реального пользователя, поскольку нет различия между автором и распространителем контента. IP-адреса могут быть видны всем, но не могут быть связаны с каким-либо пользователем. Чем больше портал, тем выше степень анонимности.

## История
В настоящее время команда состоит из двух разработчиков (Clodo и Berserker), двух сотрудников (DanielZ и Rei.Andrea) и группы сторонних бета-тестеров.
Начиная с версии 0.12, Osiris стал кроссплатформенным, это стало возможным благодаря миграции от Visual Studio к библиотеке WxWidgets.

## Основные особенности
- Используется P2P-инфраструктура (на базе Kademlia)
- Экономное использование ресурсов: с увеличением пользователей портала снижается нагрузка на каждый узел сети, распределяясь между всеми узлами сети.
- Обладает полнотекстовым поисковым механизмом, который позволяет осуществлять поиск по содержанию портала.

### Веб-шлюз Isis
Isis является веб-шлюзом для порталов распространяемых с помощью программы Osiris. Написан на PHP5. С помощью Isis можно просматривать веб-порталы в режиме только для чтения без установки программы Osiris на компьютер.